# Peter Schlemihl
L'Étrange Histoire de Peter Schlemihl ou l’homme qui a vendu son ombre (titre original : Peter Schlemihls wundersame Geschichte)  est un récit fantastique écrit par l’écrivain et botaniste allemand Adelbert von Chamisso durant l’été 1813. La première édition française de ce roman court parut en 1822, dans une traduction de Hippolyte de Chamisso.

## Résumé
Peter Schlemihl, 

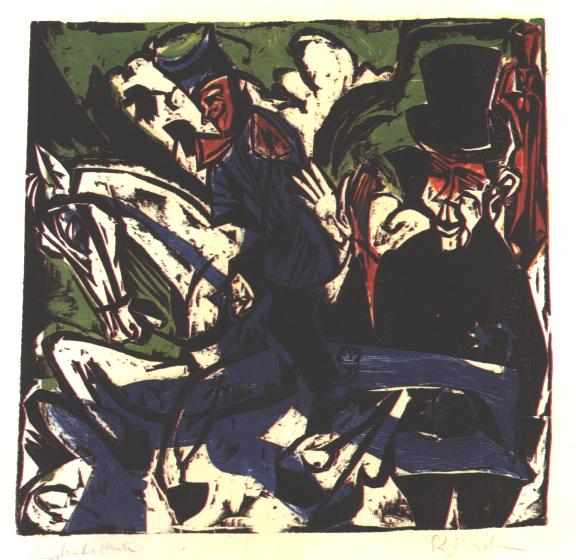
Rencontre de Schlemihl avec l’Homme en gris, par Ernst Ludwig Kirchner

un jeune homme sans fortune à la recherche d’un emploi, se rend chez un certain Thomas John, au service duquel il espère entrer. Il y rencontre un étrange personnage vêtu de gris, qui sort de sa poche, sous les yeux ébahis du jeune homme, un pansement, une lunette, un tapis, une tente, trois chevaux. Curieusement, personne à part lui ne semble se rendre compte des extravagants pouvoirs de l’homme en gris, qui finit par proposer à Schlemihl d’échanger son ombre contre la bourse de Fortunatus, qui permet à son propriétaire d’en tirer des pièces d’or à volonté, ce qu'il accepte. L'homme en gris s’éclipse ensuite, en indiquant qu’il retrouvera le jeune homme un an plus tard, jour pour jour.
Mais très vite Schlemihl, devenu fabuleusement riche, s’aperçoit que le fait de ne plus avoir d’ombre l’isole irrémédiablement de la communauté des hommes, qui éprouvent un violent dégoût vis-à-vis de celui qui est affligé d’une telle infirmité. Peter est donc contraint de s'isoler au loin, en compagnie de deux domestiques : Bendel, serviteur honnête et entièrement dévoué à son maître (et qui est le seul à connaître son secret), et Rascal, dont l’honnêteté laisse à désirer, mais qui compense ce défaut par sa grande habileté. Tous trois s’établissent dans une ville (non localisée, mais qu'on suppose être en Prusse), où les dispendieuses largesses de Schlemihl lui gagnent le cœur d’une population à qui il s’est bien gardé de révéler son secret : ne sortant qu’à la nuit tombée, il donne chez lui de somptueuses réceptions, après avoir savamment disposé les éclairages, au cours desquelles il fait la connaissance puis tombe amoureux de Mina, la fille d’un garde forestier. Il se propose de l’épouser, dès lors qu’il aura revu l’homme en gris et qu’il lui aura racheté son ombre.
Une journée avant la date fatidique, Rascal quitte avec fracas le service de son maître, dont il fait mine d’avoir récemment découvert le secret, qu’il se hâte de répandre dans toute la ville. Schlemihl est affligé, d’autant que le père de Mina refuse de donner la main de sa fille à un homme dépourvu d’ombre, et chasse le jeune homme. Fort heureusement, la date fatidique est arrivée, et Schlemihl retrouve l’homme en gris, qui lui propose de lui rendre son ombre en échange de la signature d’un contrat au libellé lapidaire : « Je soussigné lègue au porteur du présent mon âme après sa séparation naturelle de mon corps. » comprenant alors à qui il a affaire, Schlemihl refuse. Le Diable lui montre alors ce qui se passe au même moment chez les parents de Mina : ceux-ci sont en train de négocier la main de leur fille à Rascal, qui s’est considérablement enrichi en volant consciencieusement son maître durant le temps qu’il le servait. Schlemihl est au désespoir, mais il résiste et ne signe toujours pas : la jeune fille est donc mariée contre son gré avec l’ancien domestique de Schlemihl. Ce dernier est contraint de quitter la ville, dont les habitants, peu reconnaissants envers leur bienfaiteur, refusent de compter parmi eux un homme sans ombre. Il part seul, après avoir donné, la mort dans l’âme, son congé et beaucoup d’or à son fidèle Bendel.

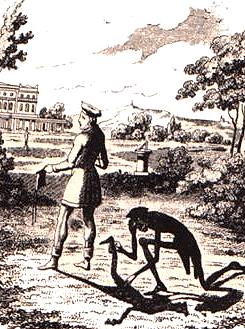
Le Diable ôte son ombre à Schlemihl. Gravure de George Cruikshank, 1827.

Mais le Diable suit toujours Schlemihl, et lui propose un nouveau marché : il sera son serviteur, et lui laissera tout le temps qu’il restera à son service la jouissance de son ombre, en attendant que Schlemihl signe enfin le fameux contrat qui lui ferait échanger son ombre contre son âme, ce qui lui permet de retrouver la compagnie de ses semblables. Mais il résiste toujours et, le jour où le Diable lui montre ce qu’est devenu Thomas John (un fantôme livide et épouvanté qu’il sort de sa poche), saisi d’horreur, il jette la bourse de Fortunatus dans un gouffre. Le Diable disparaît alors.
Schlemihl, toujours sans ombre et dorénavant sans argent, contraint de fuir à nouveau la compagnie des hommes, erre dans tout le pays, et use ses souliers sur les chemins. Il lui reste à peine de quoi s’acheter une paire de bottes usagées. Très vite il se rend compte que celles-ci ne sont autres que les bottes de sept lieues, qui lui permettent de franchir mers et continents en quelques enjambées (seule la Nouvelle-Hollande lui reste inaccessible.) Schlemihl décide alors de s’établir comme anachorète dans la Thébaïde, et de consacrer le reste de ses jours à étudier la faune et la flore de tous les continents.
Un jour qu’il est tombé malade après être tombé dans les eaux glacées qui bordent la Norvège, et après avoir erré quelque temps à travers le monde dans un état de semi-inconscience, Schlemihl s’évanouit. Il se réveille dans un hôpital inconnu, dont il constate avec stupeur qu’il porte son nom. Il s’aperçoit que ses propriétaires ne sont autres que Bendel, qui l’a fait construire avec l’argent que lui avait légué son maître, et Mina, à présent veuve. Ceux-ci ne reconnaissent pas l’homme qu’ils ont aimé dans ce vieil homme hirsute à la longue barbe blanche, mais Schlemihl surprend une de leurs conversations au cours de laquelle ils se demandent si les prières qu’ils adressent quotidiennement pour le bonheur et le repos de l’homme sans ombre l’ont soulagé de son fardeau. Schlemihl, une fois rétabli, quitte l’hôpital pour retourner dans la Thébaïde, sans s’être révélé à ses anciens amis, mais après avoir laissé sur son lit une lettre :
« Votre vieil ami est, ainsi que vous, plus heureux aujourd’hui qu’il ne l’était alors ; et s’il expie sa faute, c’est après s’être réconcilié. »

## Adaptations
- Le récit d'Adelbert von Chamisso est adapté au théâtre, notamment au Théâtre des Mathurins à Paris en 1953, et à la télévision en 1965 et il influence de nombreuses œuvres fantastiques littéraires, théâtrales et cinématographiques[1].
- En 2004, Georges Schwizgebel adapte le roman dans son court-métrage d'animation L'Homme sans ombre[2].
- Comme son ombre, album jeunesse de Laurent et Prune Cirelli librement inspiré de l'ouvrage d'Adelbert von Chamisso (éditions de L'Étagère du bas, 2018).
- En 1930, le nom de Pierre Schlemihl sert de référence au titre et à illustrer la conclusion du premier « Propos d’un Utopien » de Régis Messac publié dans les Primaires, n° 1, janv. 1930, pp. 36-42 : « Cosmopolis ou la patrie de Pierre Schlemihl ».

## Éditions modernes
- Adalbert Chamisso (préface de Pierre Péju), Peter Schlemihl, Paris, Éditions Corti, 1989.
- Adelbert von Chamisso, L'étrange histoire de Peter Schlemihl, Paris, Gallimard, coll. « Folio 2€ », 2010  (ISBN 978-2-07-044086-3) Traduit de l'allemand par Albert Lortholary (1934). Traduction révisée par Bernard Lortholary pour la collection Folio bilingue (1992).
- (de) Adelbert von Chamisso, Peter Schlemihls wundersame Geschichte, Mannheim, Kunstanstifter Verlag, 2011  (ISBN 978-3-942795-00-5)[3] Avec 25 illustrations de Franziska Walther..